# Milost (televizijska serija)
Milost (tur. Merhamet) je turska serija. Glavne uloge u seriji igraju glumci Özgü Namal i İbrahim Çelikkol. Radnja serije smještena je u Istanbulu. U Hrvatskoj se premijerno prikazivala od 25. studenoga 2013. do 28. ožujka 2014. na Novoj TV.

## Radnja
Milost je priča o mladoj ženi Narin, koja počinje u malom selu, a završava u Istanbulu. Ona je zahvaljujući svojoj odlučnosti, čvrstom karakteru i napornom radu uspjela izaći na kraj s brojnim poteškoćama i nedaćama koje su je u životu slijedile. Sad je na putu da sama, bez ičije pomoći, postane jako uspješna. Sudbina Narin spoji s Deniz, čija je obitelj jako imućna, te se njih dvije odmah sprijatelje. Deniz pomaže Narin da se što bolje navikne na život u velikom gradu, a od Narin zauzvrat dobiva iskreno prijateljstvo. 
Ali, u njihovo prijateljstvo odluči se umiješati Denizina ljubomorna sestra Irmak, koja je odlučna pod svaku cijenu vratiti sestru koju je izgubila zbog Narin. Napušta svoj raskošan život u Švicarskoj i vraća se u Istanbul, gdje i ostaje. 
Međutim, Irmak nije sama, već je u vezi s naočitim Firatom, koji radi kao pomoćnik upravitelja jedne banke. Narin uskoro shvati da je Firat njezina davno izgubljena ljubav koja je ne prepoznaje, što je jako boli. Odvjetnički ured u kojem Narin radi preuzima slučaj prevrtljivog Sermeta Karajela kojem je Firatova banka odobrila kredit. Jednom kad Narin preuzme parnicu, shvati da je i Sermet osoba iz njezine prošlosti. Narin će uskoro saznati da nije bila u pravu, a ljubavna vatra za koju je mislila da se ugasila, ponovno će zaplamtjeti… Hoće li sjene prošlosti ostaviti Narin na miru?

## Uloge
| Glumac/Glumica       | Lik                |
| -------------------- | ------------------ |
| Özgü Namal           | Narin Yılmaz       |
| İbrahim Çelikkol     | Firat Kazan        |
| Mustafa Üstündağ     | Sermet Karayel     |
| Burçin Terzioğlu     | Deniz Tunalı       |
| Yasemin Allen        | Irmak Tunalı       |
| Turgut Tuncalp       | Moskof Recep       |
| Dilara Aksüyek       | Şadiye Yılmaz      |
| Ayşegül Cengiz Akman | Hatice Yılmaz      |
| Kosta Kortidis       | Erdoğan            |
| Ceren Erginsoy       | Ümmühan            |
| Elif Ceren Balıkçı   | Narin (djevojčica) |
| Muzaffer Kuytu       | Firat (dječak)     |
| Kıvanç Kasabalı      | Sinan              |

-